# Vecchia Corte

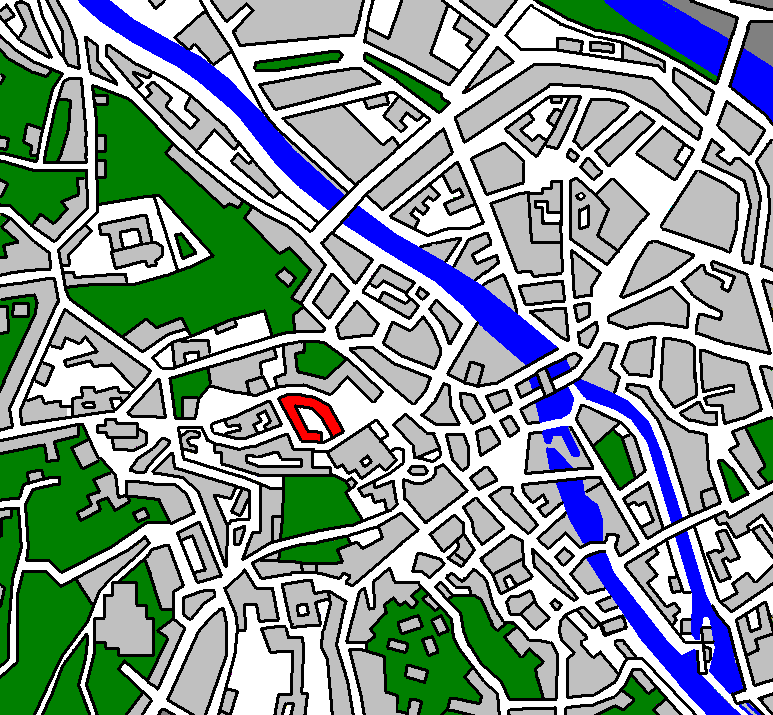
Posizione nel centro storico di Bamberga

La Vecchia Corte (in lingua tedesca Alte Hofhaltung) è un complesso di edifici storici di Bamberga. Si compone di ex edifici residenziali e agricoli della corte episcopale, che dal XV secolo fu costruito sul sito dall'Imperatore Palatino Enrico II. 
L'edificio precedente della vecchia corte era il Castrum Babenberg. Dopo il completamento degli edifici sul Domberg, la vecchia corte, che al suo interno contiene ancora i resti del palazzo e della cappella dell'XI secolo si trova, tra il Duomo a sud e la nuova residenza a nord. Dopo il trasferimento del Principe Vescovo in un nuovo palazzo, gli edifici furono utilizzati come uffici, biblioteche e sale consiliari. Oggi ospita il museo storico della città e la dipendenza della cattedrale nell'ala Henneberg. Il Festival Calderon si svolge nel cortile in estate.

## Storia

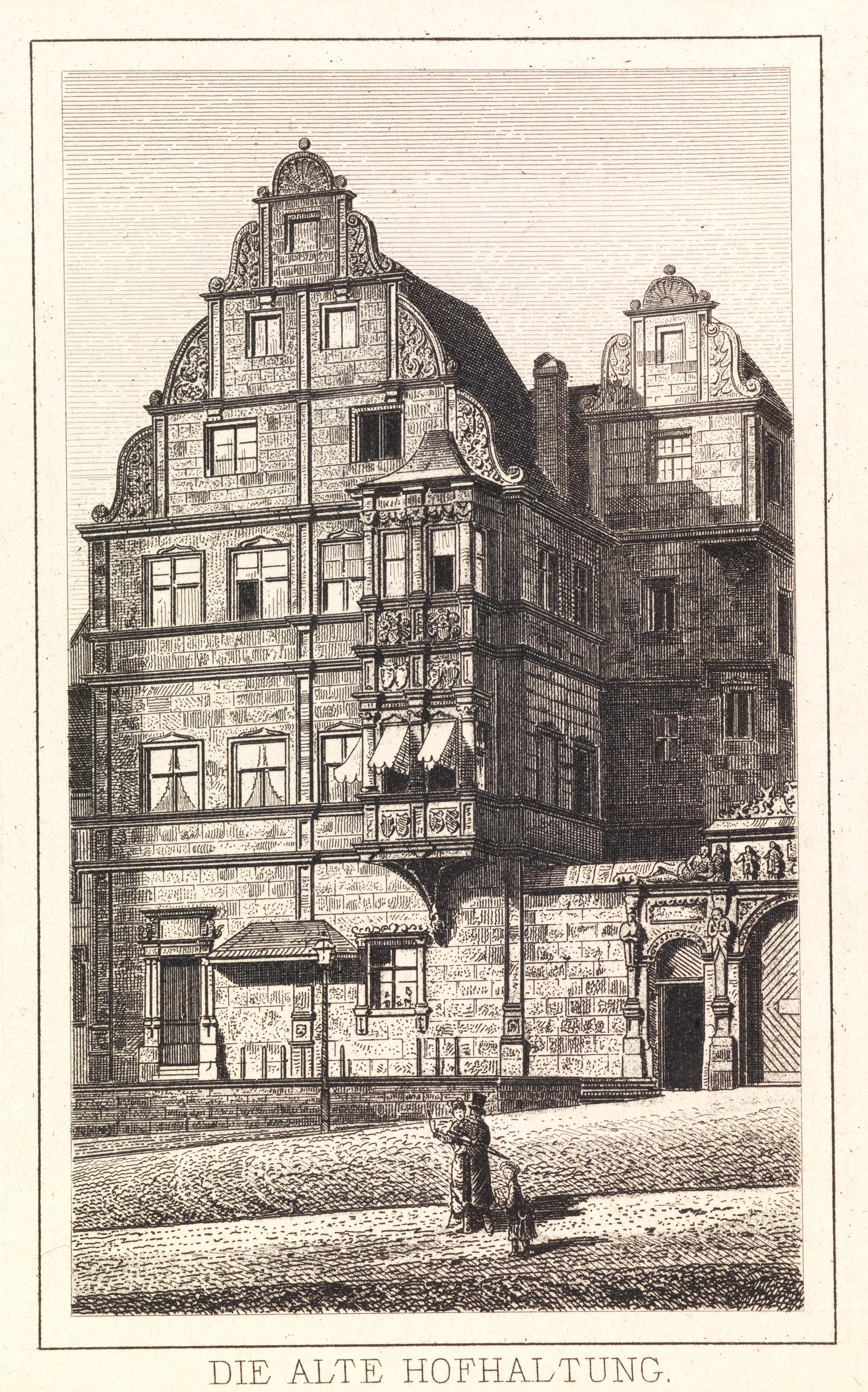
Facciata, incisione su acciaio (intorno al 1880)

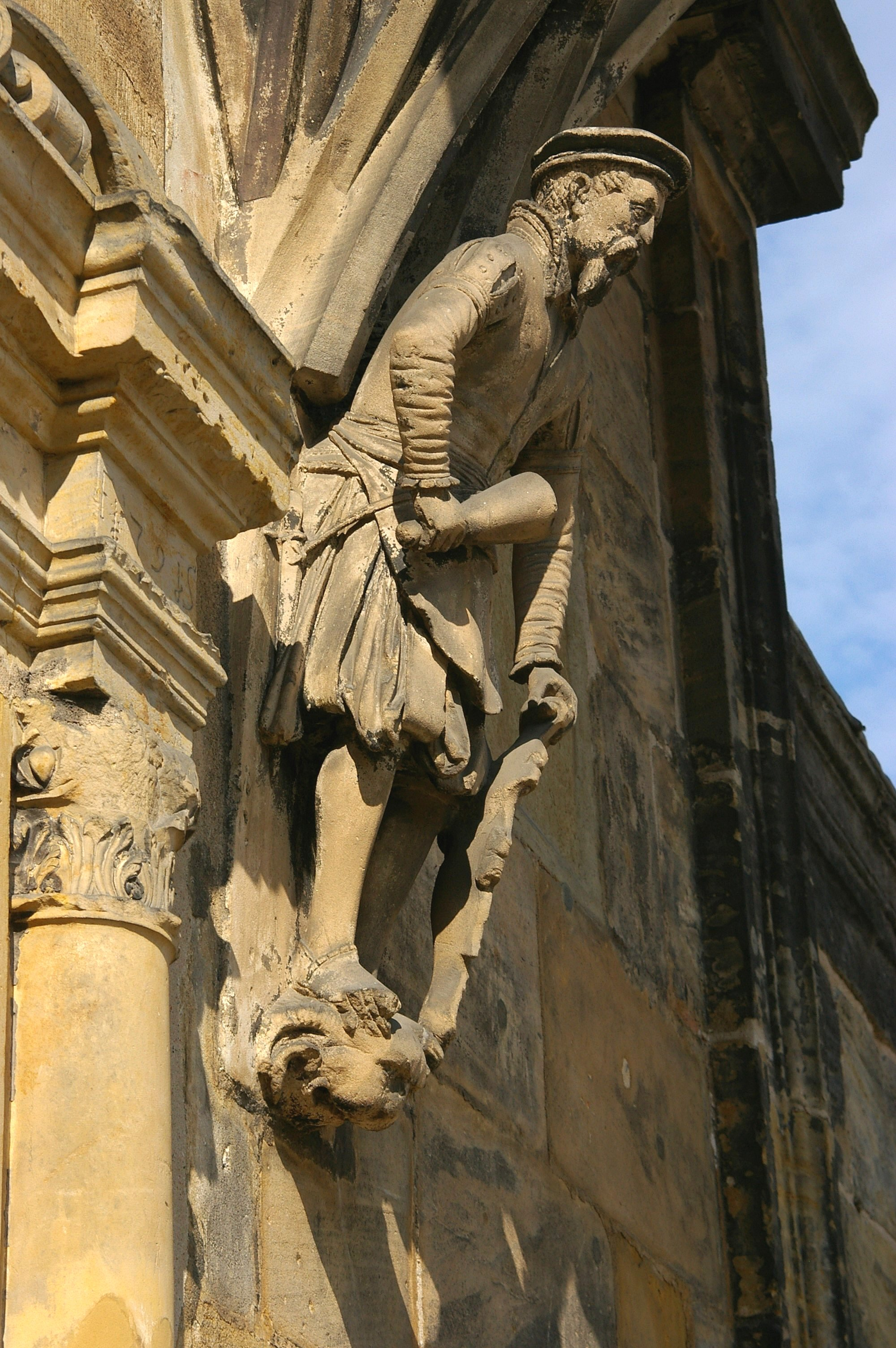
Figura sulla base - presumibilmente Erasmus Braun

Fotografia storica della facciata del 1906

Dopo la morte di Adalbert von Babenberg dalla casa dei Popponidi, i suoi feudi divennero proprietà della corona e vi rimasero fino al 973, quando passarono al duca di Baviera Enrico II il Litigioso. 
Al tempo in cui era proprietà della corona, il Castrum veniva usato anche come prigione reale. Il re deposto d'Italia e margravio di Ivrea, Berengario II e sua moglie furono imprigionati in questo edificio. 
La cappella di Tommaso, dei tempi dell'Imperatore Enrico II, è ancora presente, e nel 1020, Papa Benedetto VIII la consacrò in onore della Vergine Maria e di San Tommaso. 
Dell'XI secolo era anche la cappella di Sant'Andrea, che non esiste più. In questo posto, secondo la leggenda, l'imperatrice Cunegonda si sottomise al giudizio di Dio camminando sui carboni ardenti. 
Nel XVI secolo il palazzo di Enrico II fu demolito e sono stati conservati alcuni archi di finestre all'interno dell'ala rinascimentale. 

### XV secolo
Le ali sud-orientali e orientali furono costruite sotto il principe-vescovo Philipp von Henneberg (1475-1487). Lo stemma di Henneberg si trova sopra il portale d'ingresso posteriore, e i dipinti sotto la grondaia sono notevoli. 
Sotto il governo del suo successore, il principe vescovo Enrico III Groß von Trockau (1487-1501) un incendio distrusse l'ala della cucina. Di conseguenza, durante il regno di Enrico III questa zona venne ricostruita. Uno degli stemmi più belli di Bamberga, sopravvissuto nei secoli, si trova sopra il cancello d'ingresso sul lato nord. 

### XVI secolo
Sotto il governo del principe-vescovo Veit II von Würtzburg (1561-1577), parti del palazzo dell'epoca dell'imperatore Enrico II furono demolite o integrate nell'ala rinascimentale. L'edificio fu eretto nella sua forma attuale a partire dal 1570 sotto la direzione di Erasmus Braun, che si immortalò sotto la vetrata. Gli stemmi di alcune famiglie nobili sono scolpiti sulla vetrata sotto le finestre. La facciata dell'edificio rinascimentale era originariamente dipinta. 
Come ingresso di rappresentanza, lo scultore Pankraz Wagner creò la Bella Porta nel 1573. Il rilievo di Maria è affiancato da Enrico e Cunegonda, che reggono un modello di cattedrale dietro la Madonna. Mostra la cattedrale in dettaglio come appariva fino al 1764. San Pietro a sinistra e San Giorgio a destra e due vescovi, San Otto e probabilmente Kilian, l'"Apostolo dei Franchi", sono raffigurati a sinistra. Le distese su entrambi i lati sono l'allegoria di Main e Regnitz, i due fiumi della città. Su questo rilievo, lo stemma di Würzburg incorona il portale d'ingresso inserito tra l'ala rinascimentale e lo Hohe Warte.

### XVIII secolo
La corte fu modificata nel 1777 con la demolizione degli edifici che la dividevano, in particolare la lunga navata della Thomaskapelle, la parziale demolizione della Hohe Warte e la demolizione della Andreaskapelle ottagonale all'inizio della Domgasse. Oggi si entra in Domgasse attraverso l'ex interno della cappella Andreas.

## Corte

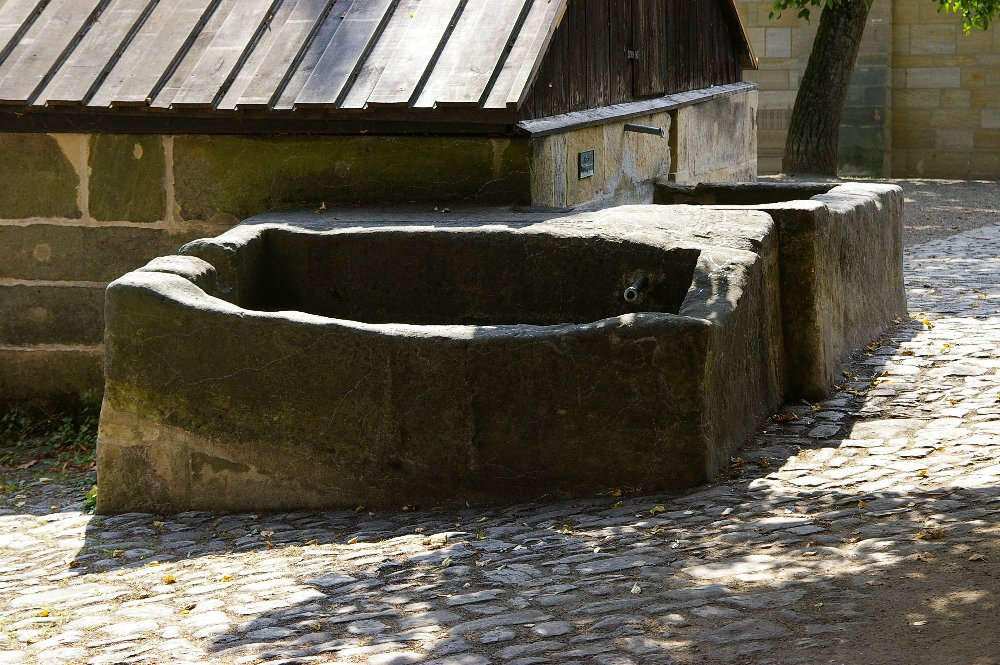
La fontana nel cortile testimonia molti anni di utilizzo

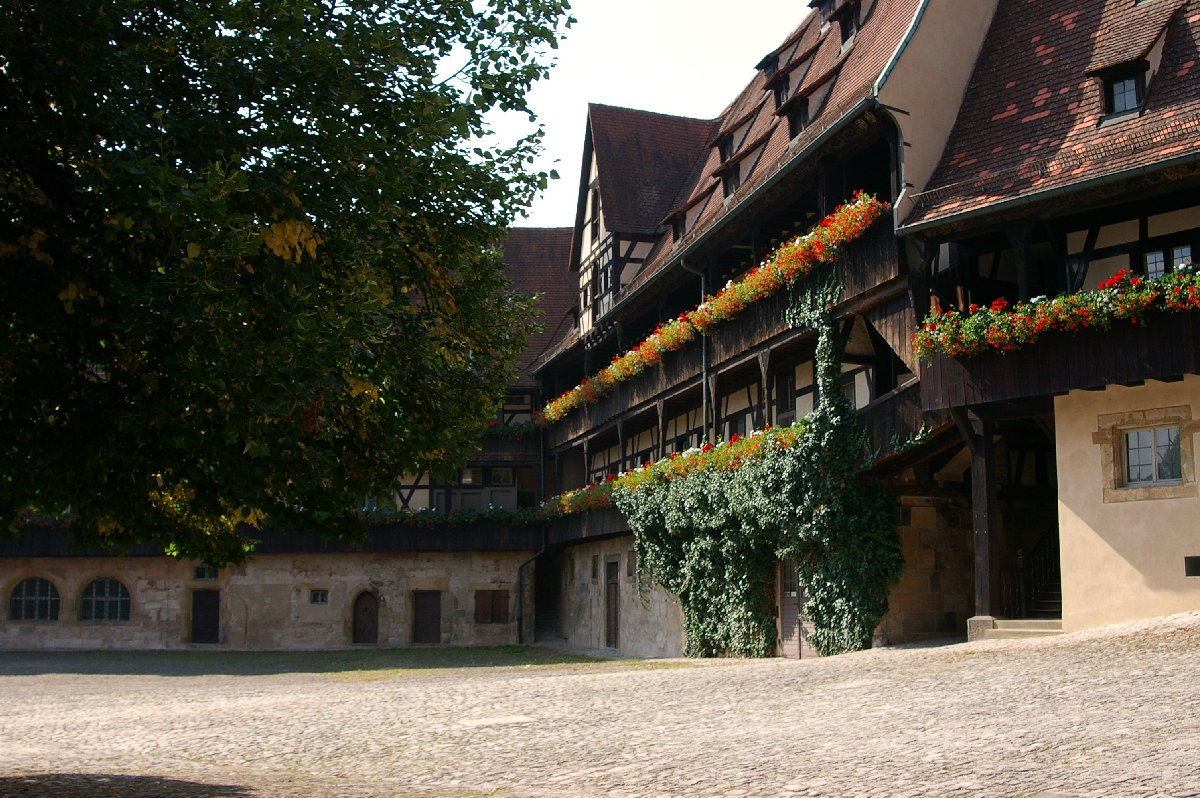
Parte del cortile

La corte dall'aspetto romantico, incorniciata da edifici a graticcio tardo gotici con portici, è stata creata demolendo un edificio che la divideva. 
Al centro spicca un grande bacino coperto, in arenaria, a cui è collegata una vasca d'acqua. Il riempimento di questo bacino ha consentito l'approvvigionamento idrico da lunga distanza.

## L'uso odierno del complesso edilizio e della corte interna

Fotografia della corte del 1901

Nel 1938 venne fondato il Museo francone di storia locale (dal 1957 Museo storico di Bamberga)  nell'edificio rinascimentale. Fino al 1961, gli appartamenti erano allogati nelle ali sud e ovest degli edifici a graticcio tardo gotici. Dopo l'incendio al castello di Trausnitz a Landshut, il 21 ottobre del 1961, gli appartamenti furono liberati in fretta. A quel tempo, era già in atto la progettazione per trasformare l'intero complesso in sale museali, che avrebbero dovuto essere già attuate per il 1000º anniversario della città di Bamberga nel 1973. Il completamento si protrasse fino agli anni 1990.
In occasione del 1000º anniversario, nel 1973, fu organizzato il Festival di Calderon, per la prima volta nella corte dell'ex residenza del vescovo principe. 
La corte interna è anche utilizzata come punto di incontro sociale per varie celebrazioni ed eventi organizzati dall'Arcidiocesi di Bamberga.

## Eventi

### Carcerazione e morte del re Berengario II d'Italia

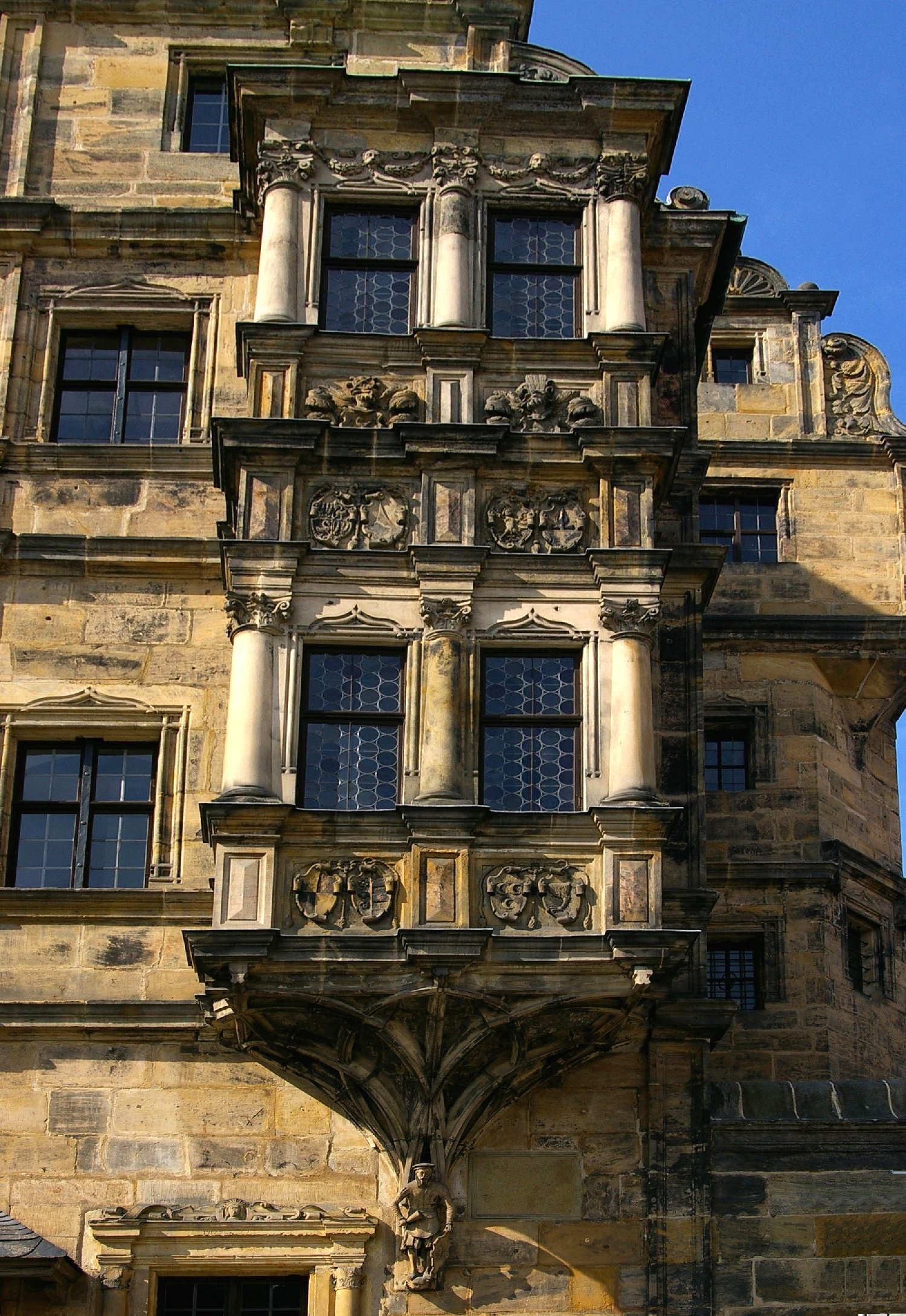
Vetrate rinascimentali molto dettagliate

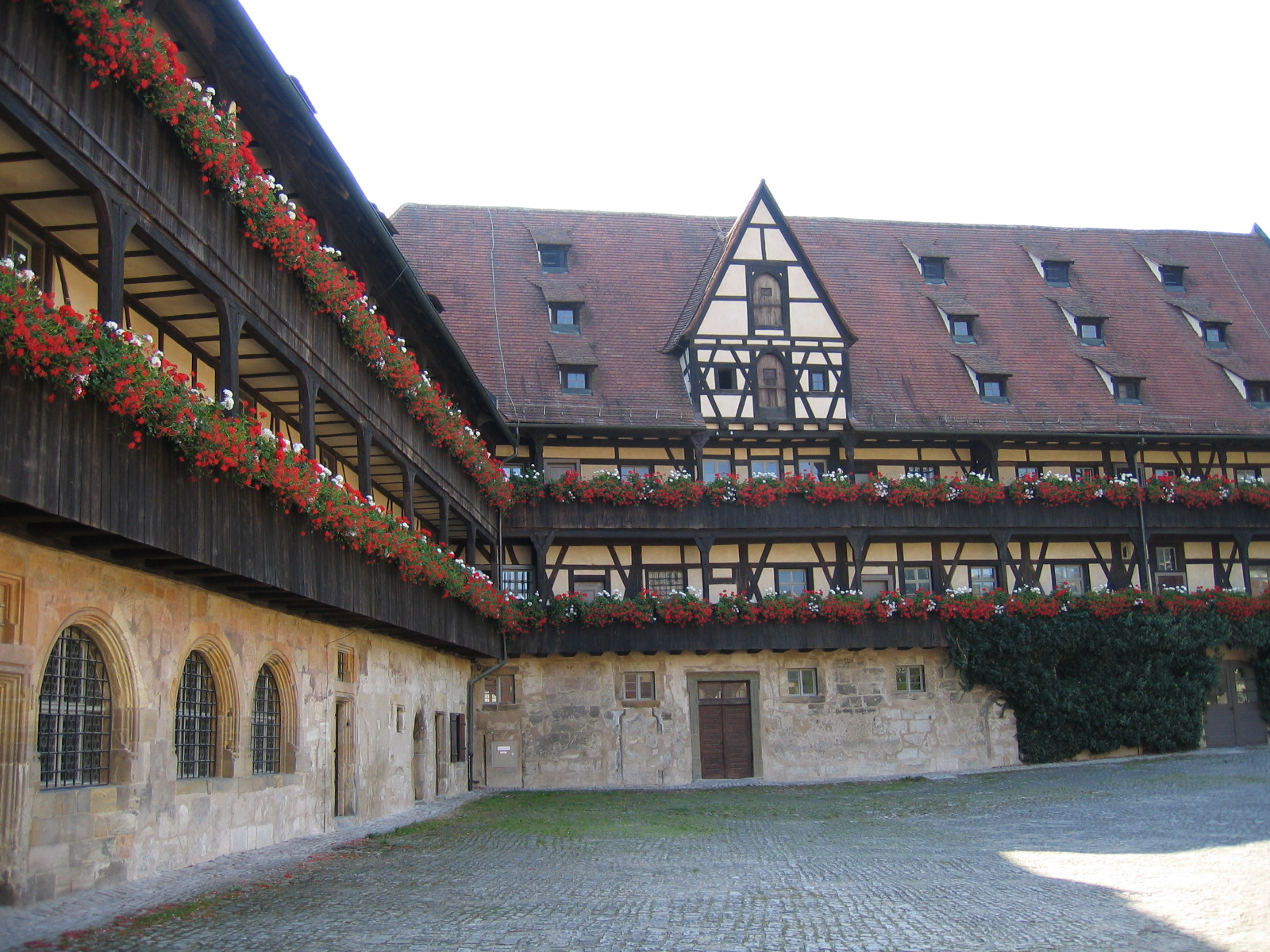
Cortile interno della vecchia corte

Berengario II, margravio di Ivrea e re d'Italia, era il discendente dell'imperatore francone Carlo Magno per via di sua madre. Sposò Willa, la figlia del margravio di Tuscia. Era un alleato del re Ottone I. Attraverso rapporti politici, divenne un avversario del suo ex alleato Ottone I, che lo sconfisse nel 964 e internò, lui e sua moglie Willa, al castello di Babenberg. Berengario morì li il 6 agosto 966, e la sua vedova andò in un monastero non conosciuto. 

### L'omicidio del re Filippo di Svevia
Filippo di Svevia in questa corte, il 21 giugno 1208, poco prima della sua elezione ad imperatore, fu assassinato dal conte bavarese Palatino Ottone VIII di Wittelsbach. Negli Annali di Marbach per il 1208 è scritto: 
"... il summenzionato Palatino, come aveva deciso da tempo nell'azione malvagia nel suo cuore, si avvicinò, chiese l'ammissione e la ricevette. Qui sguainò la spada fingendo di rotearla come un buffone, ma ferì il re nella zona del collo e prese immediatamente il volo. A causa di questa ferita, Filippo perse la vita."
Il re Filippo fu sepolto nella cattedrale di Bamberga, da dove fu successivamente traslato nel luogo di sepoltura della cattedrale di Spira. 
Questo attacco ebbe conseguenze fatali per l'assassino Otto von Wittelsbach, e anche il vescovo, Ekbert di Andechs-Meranien, venne sospettato di essere stato coinvolto nell'omicidio reale di Bamberga.